# Фолькер Фінке
Фолькер Фінке (нім. Volker Finke, нар. 24 березня 1948, Нінбург) — німецький футболіст, що грав на позиції півзахисника. По завершенні ігрової кар'єри — тренер, останнім місцем роботи якого була збірна Камеруну.
Протягом шістнадцяти сезонів був головним тренером «Фрайбурга», що є абсолютним рекордом в історії клубу.

## Ігрова кар'єра
До 1969 року грав у нижчоліговій команді «ТСВ Гавельзе», після чого, з 1969 по 1974 рік виступав за команду «Гановершер СК» з Ганновера. Після 1974 року ще недовго грав за команди «ТСВ Штелінген» та «ТСВ Беренбостель» з Нижньої Саксонії.

## Кар'єра тренера
Розпочав тренерську кар'єру 1974 року, очоливши тренерський штаб клубу «ТСВ Штелінген» в одній з нижчих німецьких ліг.
13 лютого 1986 року очолив клуб «ТСВ Гавельзе», де пропрацював понад чотири роки.
1 липня 1991 року очолив команду Другої Бундесліги «Фрайбург», яку 1993 року вивів до найвищого дивізіону, а 1995 року привів команду до бронзових нагород чемпіонату Німеччини. Пізніше команда знову опустилася в Другу Бундеслігу і повторно повернулася у вищий дивізіон 2003 року. Загалом Фінке керував «Фрайбургом» протягом 16 сезонів і залишив команду лише в кінця червня 2007 року.
З 2009 року по 2010 рік очолював команду японської вищої ліги «Урава Ред Даймондс». З 2010 року по 2012 рік був спортивним директором німецького «Кельна», а з квітня по червень 2011 року тимчасово виконував обов'язки головного тренера.
22 травня 2013 року очолив збірну Камеруну, яку того ж року вивів на чемпіонат світу 2014 року в Бразилії, де африканці програли усі три матчі групового етапу. Згодом керував діями камерунців на Кубку африканських націй 2015, де їх виступ також був невдалим і закінчився на груповій стадії, на якії вони здобули лише дві нічиїх у трьох матчах. Звільнений з посади 30 жовтня 2015 року, за два тижні до початку відбіркового турніру до чемпіонату світу 2018. Його наступником на тренерському містку камерунської збірної був призначений бельгієць Уго Броос, під керівництвом якого Камерун став переможцем наступного великого турніру — Кубку африканських націй 2017 року.

## Досягнення
- Переможець Другої Бундесліги: 1992-93, 2002-03